# Geithamarstindur
Geithamarstindur är en bergstopp i republiken Island. Den ligger i regionen Austurland, 400 km öster om huvudstaden Reykjavík. Toppen på Geithamarstindur är 635 meter över havet.
Det finns inga samhällen i närheten.